# Turid Knaak
Pour les articles homonymes, voir Knaak.
Turid Knaak, née le 24 janvier 1991, est une footballeuse internationale allemande qui joue comme milieu de terrain offensif ou attaquant. Elle est également dans la sélection allemande pour la Coupe du monde féminine de football 2019.

## Carrière de club
Knaak a commencé sa carrière professionnelle au FCR Duisburg avec lequel elle a remporté la Coupe d'Allemagne et la Coupe féminine de l'UEFA. Pour la saison 2011-2012, elle a été transférée au Bayer 04 Leverkusen. 
Le 4 juillet 2014, elle rejoint Arsenal dans le cadre d'un prêt de deux mois quittant son statut de remplaçante pour faire ses débuts en Coupe de la Ligue d'Angleterre féminine de football deux jours plus tard, avec une victoire 3-0 contre Chelsea ; quatre jours plus tard, elle est nommée titulaire face aux London Bees, inscrivant deux buts dans une victoire en coupe (7 à 0). Elle a fait une autre apparition en coupe, jouant un match victorieux contre Millwall (4-0). Elle joue à trois reprises encore dans le Championnat d'Angleterre féminin de football, avant de revenir à Leverkusen pour le début de la saison de Bundesliga 2014-2015. En 2018, elle rejoint le SGS Essen qu'elle quitte en 2020 pour rejoindre l'Atlético de Madrid.

## But en sélection nationale
Les scores et les résultats énumèrent les buts marqués par l'Allemagne en premier :
| Hendrich - buts pour l'Allemagne | Hendrich - buts pour l'Allemagne | Hendrich - buts pour l'Allemagne | Hendrich - buts pour l'Allemagne | Hendrich - buts pour l'Allemagne | Hendrich - buts pour l'Allemagne | Hendrich - buts pour l'Allemagne |
| #                                | Date                             | Lieu                             | Adversaire                       | But                              | Résultat                         | Compétition                      |
| -------------------------------- | -------------------------------- | -------------------------------- | -------------------------------- | -------------------------------- | -------------------------------- | -------------------------------- |
| 1.                               | 10 juin 2018                     | Hamilton, Canada                 | Canada                           | 3-2                              | 3-2                              | Amical                           |

## Palmarès

### Club

#### FCR 2001 Duisburg
- Deuxième place du Championnat d'Allemagne féminin de football : 2007-08, 2009-10
- Coupe d'Allemagne féminine de football : Gagnante 2008-09, 2009-10
- Ligue des champions féminine de l'UEFA : Gagnante 2008-09

 VfL Wolfsburg
- Championne d'Allemagne
  - Champion : 2022
- Coupe d'Allemagne féminine de football
  - Vainqueur : 2022

### International

#### Allemagne U17
- Championnat d'Europe féminin de football des moins de 17 ans : vainqueur 2008
- Troisième place de la Coupe du monde féminine de football des moins de 17 ans : 2008
- Coupe du monde féminine de football des moins de 20 ans : Vainqueur 2010